# Rüdiger Vogler
Rüdiger Vogler (Warthausen, 14 maggio 1942) è un attore tedesco.

## Biografia
Studiò alla scuola di recitazione di Heidelberg dal 1963 al 1965, in seguito lavorò in teatro per sei anni a Francoforte sul Meno. La sua prima apparizione in un film fu nel 1970 nel film televisivo Chronik der laufenden Ereignisse di Peter Handke. In seguito strinse una forte collaborazione con Wim Wenders. Nel 1993 partecipò alla miniserie Alexandra.

## Filmografia parziale
- La paura del portiere prima del calcio di rigore (Die Angst des Tormanns beim Elfmeter), regia di Wim Wenders (1972)
- La lettera scarlatta (Der scharlachrote Buchstabe), regia di Wim Wenders (1973)
- Alice nelle città (Alice in den Städten), regia di Wim Wenders (1974)
- Falso movimento (Falsche Bewegung), regia di Wim Wenders (1975)
- Nel corso del tempo (Im Lauf der Zeit), regia di Wim Wenders (1976)
- La donna mancina (Die linkshändige Frau), regia di Peter Handke (1978)
- Henry Angst, regia di Ingo Kratisch (1980)
- Anni di piombo (Die bleierne Zeit), regia di Margarethe von Trotta (1981)
- Zwei Bilder, regia di Rudolf Thome (1984)
- Der Havarist, regia di Wolf-Eckart Bühler (1984)
- Un caso d'incoscienza, regia di Emidio Greco (1985)
- Lucky Ravi, regia di Vincent Lombard (1986)
- Erdenschwer, regia di Oliver Herbrich (1989)
- Corsa in discesa, regia di Corrado Franco (1989)
- Il sole anche di notte, regia di Paolo e Vittorio Taviani (1990)
- Fino alla fine del mondo (Bis ans Ende der Welt), regia di Wim Wenders (1991)
- Transit, regia di René Allio (1991)
- Arisha, regia di Wim Wenders (1992)
- Così lontano così vicino (In weiter Ferne, so nah!), regia di Wim Wenders (1993)
- Lisbon story - storia di Lisbona, regia di Wim Wenders (1994)
- I fratelli Skladanowsky (Die Gebrüder Skladanowsky), regia di Wim Wenders (1995)
- Les Milles, regia di Sébastien Grall (1995)
- Une minute de silence, regia di Florent Emilio Siri (1998)
- Die Braut, regia di Egon Günther (1999)
- Le plus beau pays du monde, regia di Marcel Bluwal (1999)
- Sunshine, regia di István Szabó (1999)
- Anatomy (Anatomie), regia di Stefan Ruzowitzky (2000)
- Leo und Claire, regia di Joseph Vilsmaier (2001)
- Lost Zweig, regia di Sylvio Back (2002)
- Le silence, d'abord, regia di Pierre Filmon (2003)
- Una donna a Berlino (Anonyma - Eine Frau in Berlin), regia di Max Färberböck (2008)
- Due mamme di troppo, regia di Antonello Grimaldi - film TV (2009)
- Effi Briest, regia di Hermine Huntgeburth (2009)
- Das Blaue vom Himmel, regia di Hans Steinbichler (2011)
- Il mistero del profumo verde (Le Parfum vert), regia di Nicolas Pariser (2022)